# (500623) 2012 UE154
(500623) 2012 UE154 es un asteroide perteneciente al cinturón de asteroides, región del sistema solar que se encuentra entre las órbitas de Marte y Júpiter, más concretamente a la familia de Temis, descubierto el 11 de octubre de 2012 por el equipo del Pan-STARRS desde el Observatorio de Haleakala, Hawái, Estados Unidos.

## Designación y nombre
Designado provisionalmente como 2012 UE154. 

## Características orbitales
2012 UE154 está situado a una distancia media del Sol de 3,180 ua, pudiendo alejarse hasta 3,744 ua y acercarse hasta 2,615 ua. Su excentricidad es 0,177 y la inclinación orbital 1,433 grados. Emplea 2071,39 días en completar una órbita alrededor del Sol.

## Características físicas
La magnitud absoluta de 2012 UE154 es 16,9. 